# Curt Önnby
Curt Allan Önnby, född 23 september 1921 i Kristianstad, död 25 maj 1998 i Slottsstaden i Malmö, var en svensk ingenjör. 
Önnby avlade ingenjörsexamen vid tekniska gymnasiet i Örebro 1942. Han blev avdelningsingenjör vid Konstgummifabriken i Ljungaverk 1944, biträdande chef för marinverkstadens kemiska laboratorium i Karlskrona 1946, fabrikschef vid Marinello 1948 och disponent där 1951. Han var styrelseledamot i Sverano 1955–1961 och i Marinello från 1955. Önnby är begravd på Östra kyrkogården i Malmö.